# 泉裕泰

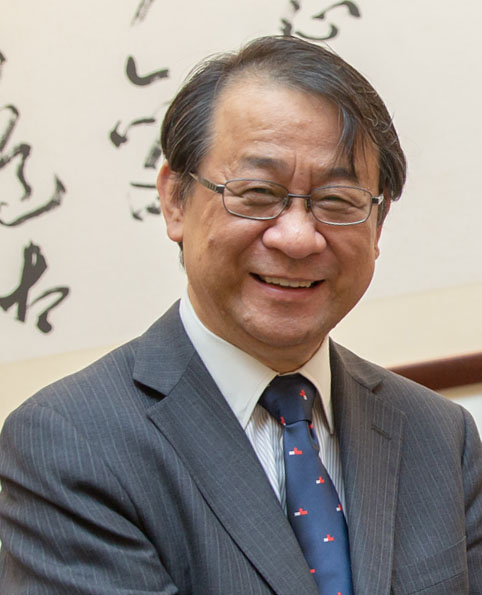
泉裕泰

泉 裕泰（いずみ ひろやす、1957年7月22日 - ）は、日本の外交官。駐バングラデシュ特命全権大使を経て、日本台湾交流協会台北事務所代表。

## 経歴・人物
- 広島県出身[1]。
- 1981年 東京大学法学部卒業、外務省入省[2]。中国語研修を受けたチャイナ・スクール[3]。
- 1985年 カリフォルニア大学バークレー校東アジア研究修士課程修了
- 1987年 経済局課長補佐
- 1989年 大臣官房領事移住部邦人保護課邦人特別対策室首席事務官
- 1991年 アジア局中国課首席事務官
- 1993年 大蔵省主計局法規課長補佐
- 1994年 大蔵省主計局主計官補佐
- 1996年 在英国日本国大使館参事官
- 1998年 在中華人民共和国日本国大使館参事官
- 2001年 総合外交政策局国際社会協力部人権人道課課長[4]
- 2003年 大臣官房在外公館課長
- 2004年 アジア大洋州局中国課長[3]
- 2006年 在中華人民共和国日本国大使館公使
- 2010年 上海総領事[5]
- 2013年在アメリカ合衆国日本国大使館次席公使（英語版）
- 2016年外務省研修所長[6]
- 2017年 駐バングラデシュ特命全権大使[2]。
- 2019年日本台湾交流協会台北事務所代表[7]。

## 栄典
- 大綬景星勲章 - 2023年（令和5年）10月30日[8]

## 同期
- 兼原信克（14年国家安全保障局次長兼務・12年内閣官房副長官補）
- 上月豊久（15年ロシア大使）
- 岡村善文（19年OECD大使・17年人権人道担当大使）
- 山田彰（17年ブラジル大使・14年メキシコ大使）
- 上村司（21年日本国政府代表（中東和平担当特使）、17年サウジアラビア大使）
- 佐藤地（17年駐ハンガリー大使・15年ユネスコ大使）
- 側嶋秀展（19年ミクロネシア大使・16年ザンビア大使）
- 香川剛廣（18年国際貿易・経済担当大使・15年エジプト大使）
- 石兼公博（19年国連大使・17年カナダ大使）
- 高岡正人（19年クウェート大使・16年モンゴル大使・13年シドニー総領事・12年イラク大使）
- 高木昌弘（21年駐ドミニカ共和国大使・20年クリチバ総領事）
- 冨田浩司（21年駐米大使・19年韓国大使・15年イスラエル大使）
- 川村裕（24年依願免職・20年ノルウェー大使・18年沖縄大使・14年コートジボワール兼トーゴ兼ニジェール大使）
- 川村泰久（19年カナダ大使）
- 嘉治美佐子（19年クロアチア大使・14-17年ジュネーヴ代表部大使）
- 宮島昭夫（20年ポーランド大使・17年トルコ大使）
- 重枝豊英（15年リトアニア大使）
- 石井哲也（17年トンガ大使）
- 岡田誠司（20年バチカン大使・17年南スーダン大使）
- 冨永純正（14年青年海外協力協会会長・11年コンゴ民主共和国大使）
- 奥克彦（イラク日本人外交官射殺事件犠牲者[9]、03年殉職のため大使の称号付与）
- 伊藤光子（15年世界の子どもにワクチンを日本委員会事務局長）
- 福嶌教輝（21年駐メキシコ大使・15年駐アルゼンチン大使）
- 福嶌香代子（19年ナッシュビル総領事）